# Челябінська область
Челя́бінська о́бласть (рос. Челя́бинская о́бласть) — суб'єкт Російської Федерації, входить до складу Уральського федерального округу.
Адміністративний центр — місто Челябінськ.
Межує на півночі зі Свердловською областю, на сході з Курганською, на півдні з Оренбурзькою, на заході з Башкортостаном, на південному сході з Казахстаном.
Утворена 17 січня 1934 року.

## Географія
Челябінська область — південна частина Уралу. Умовна межа між Європою і Азією проводиться в основному вододільними хребтами Уральських гір. Недалеко від станції Уржумка (8 км від Златоуста), на перевалі Уралтау, є кам'яний стовп. На одній з його сторін написано «Європа», на іншій — «Азія». Міста Златоуст, Катав-Івановськ, Сатка знаходяться в Європі. Челябінськ, Троїцьк, Міас — в Азії, Магнітогорськ — в обох частинах світу.
Площа Челябінської області — 88,5 тис. км². Протяжність області з півночі на південь — 490 км. Із заходу на схід — 400 км. Географічний центр області розташовується на правому березі річки Уй, в трьох км на південний схід від села Нижнєусцелемово Уйського району. Челябінська область за територією займає 5 місце з 8 регіонів Уралу і 39 місце в Росії. Загальна протяжність кордонів становить 2750 км.
Челябінська область займає, в основному, східний схил Південного Уралу і прилеглі до нього частини Зауральської рівнини і Західно-Сибірської низовини. І лише невелика частина території на північному заході заходить на західні схили Південного Уралу.

### Клімат
Клімат континентальний. Зима холодна, тривала. Середня температура січня від −15 °C на північному заході до −17 °C на північному сході. Літо тепле. Середня температура липня +16 °C…+18 °С . Тривалість вегетаційного періоду — 130 — 150 днів. Опадів від 600 мм в гірській частині до 350 мм на рік на рівнинах; максимум припадає на літо.

### Рельєф
Рельєф Челябінської області відрізняється великою різноманітністю. В межах Челябінської області є різні області — від низовин і горбистих рівнин до хребтів, вершини яких перевищують 1000 м.
Західно-Сибірська низовина обмежена із заходу горизонталлю (відмітка 190 м над рівнем моря), що проходить через села Багаряк, Кунашак і далі через Челябінськ — на південь. Низовина слабо нахилена на північний схід, знижуючись до 130 м y східної межі області. Низовина розчленована широкими долинами річок.
Зауральська горбиста піднесена рівнина (Зауральський пенеплен) займає центральну частину території області і тягнеться смугою уздовж східних схилів Уральських гір від 50 км на півночі до 150 км на півдні. На південно-західній околиці рівнини знаходиться Уральський дрібносопковик, що включаючає Карагайські гори і височину Кубайс. Поверхня рівнини поцяткована улоговинами озер і річковими рівнинами з пологими схилами.

### Корисні копалини
Є великі родовища залізняку (Бакальське, Златоустовське та інші родовища), мідних і нікелевих руд, мінерально-будівельної (особливо магнезитової і цементної) сировини (Агаповське родовище флюсових вапняків і доломіту), бурого вугілля (Челябінський басейн).

### Рослинність
Рослинність Челябінської області ділиться на три зони:
- Рослинність гірсько-лісової зони, що включає західні і північно-західні райони області, куди входять підзони:
  - змішаних хвойно-широколістняних лісів
  - світлохвойних соснових і модринових лісів
  - темнохвойних ялиново-ялицевих лісів
  - підгольцеві луки і рідколісся
  - гольці (гірська тундра)
- Рослинність лісостепової зони, що включає центральну і північно-східну, східну частині області (на північ від річки Уй), з переважанням лісів з берези і осики
- Рослинність степової зони (на південь від річки Уй), що включає різнотравно-ковилові лукові степи, чагарникову рослинність у балках і низинах, острівні бори, кам'янисті степи.

У Челябінській області можна зустріти майже всі типи рослинності, поширені в помірній і арктичній зонах Росії. Південний Урал є місцем контакту трьох ботанико-географічних областей: Європейської, Сибірської і Туранської (Середньоазійської).

### Природні заповідники і парення
У Челябінській області заповідники і національні парки займають близько 200 тисяч гектарів, мисливські і ботанічні заповідники — понад 500 тисяч гектарів, ботанічні пам'ятники природи, зокрема 20 острівних і стрічкових борів загальною площею 184 тисяч гектарів Території, що найбільше охороняються, займають близько 1000 тисяч гектарів — трохи більше десятої частини області. Вчені вважають, що для нормалізації екологічної обстановки площу територій, що охороняються, необхідно збільшити.
Затверджені зелені зони навколо 13 міст (загальна площа 164,7 тисяч гектарів) і зони округів санітарної охорони курортів на озерах Увільди і Кисегач.
Свій внесок до забезпечення вивчення і охорони пам'ятників природи вносять культурно-освітні і спортивно-туристичні організації. Природні території, що особливо охороняються, покликані забезпечити екологічну безпеку, підтримувати екологічний баланс при використанні природних ресурсів і створити середовище, сприятливе для проживання людини.

### Гідрографія
В межах області беруть початок численні річки, що належать до басейнів Ками, Тоболу і Уралу. Оскільки тут, в основному, їх верхів'я, тому вони маловодні. Річок завдовжки понад 10 кілометрів налічується в області 348, їх сумарна довжина становить 10 235 кілометри.
Протяжність понад 100 км мають всього 17 річок. І лише 7 річок: Міас, Уй, Урал, Ай, Уфа, Увелька, Гумбейка — мають в межах області довжину більше 200 км.
Велика частина території області відноситься до Обського сточища. На схід, до Тоболу і його приток, течуть більшість річок Челябінського Зауралля: Синара, Теча, Міас, Увелька, Уй, Тогузак, Картали-Аят, Синташта та інші.
Річка Міас бере свій початок на східному схилі хребта Нуралі, тече спочатку між гір на північ, а потім, повернувши на схід біля Карабаша, перетинає лісостепову зону і впадає в Ісеть за межами області. Її довжина в межах області становить 384 км (з 658 загальної довжини).
Регуляторами стоку Міасу служить Аргазінське і Шершневське водосховища. Нині 70-80 % води річки Міас проходить через трубопроводи і лише 20-30 % протікає природним річищем. Чотири п'ятих води Міас віддає на потреби народного господарства. Передбачається перекидання води в басейн Міасу з річки Уфи. Після здійснення проекту в Міасі кількість води подвоїться. Гідросистема будується разом з Долгобродськім водосховищем у верхів'ях Уфи.
Річка Уй бере початок біля відрогів Уралтау, тече на схід, перетинаючи всю область. Напрям її течії майже збігається з межею між лісостеповою і степовою зонами. Загальна довжина річки 462 км, з них 370 км — в межах області. Зліва Уй приймає крупну притоку — Увелку. Зливаються річки у Троїцьку. На Уї і на Увелькі споруджені дамби, які утворили великі водосховища для Южно-Уральської і Троїцької ГРЕС.
Степові річки Синташта, Картали-Аят і Тогузак у найсуворіші зими промерзають. У повені вода в них підіймається на 2 м.

## Населення
Челябінська область за чисельністю населення (близько 3,6 млн осіб) займає 3 місце з 8 регіонів Уралу і 9 місце в РФ. (2005).
Область — найщільніша населена на Уралі (займає 1 місце з 8 регіонів Уралу ― густота населення 40,4 осіб/км²) і друга (після Свердловської області) за рівнем урбанізації (питома вага міського населення ― 81,9 %). За щільністю населення Челябінська область — 24-й регіон в РФ (без Москви і С.-Петербурга), а за рівню урбанізації — 9-й (без авт. округів).
Згідно зі Всеросійським переписом населення 2002 року, національний склад населення області був наступним:
| Народ    | Чисельність, 2002, % (* [Архівовано 24 січня 2012 у WebCite]) |
| -------- | ------------------------------------------------------------- |
| Росіяни  | 82,3 %                                                        |
| Татари   | 5,7 %                                                         |
| Башкири  | 4,6 %                                                         |
| Українці | 2,14 %                                                        |
| Казахи   | 1 %                                                           |
| Німці    | 0,8 %                                                         |
| Білоруси | 0,56 %                                                        |

## Адміністративний поділ
- Агаповський район
- Аргаяшський район
- Ашинський район
- Брединський район
- Варненський район
- Верхньоуральський район
- Єманжелинський район
- Єткульський район
- Карталинський район
- Каслинський район
- Катав-Івановський район
- Кизильський район
- Коркінський район
- Красноармійський район
- Кунашацький район
- Кусинський район
- Нагайбацький район
- Нязепетровський район
- Октябрський район
- Пластовський район
- Саткинський район
- Сосновський район
- Троїцький район
- Увельський район
- Уйський район
- Чебаркульський район
- Чесменський район

## Економіка

### Основні галузі промисловості
За об'ємом промислового виробництва на Уралі Челябінська область поступаєть тільки Свердловській. У структурі її промисловості різко виділяється чорна металургія (близько половини випуску продукції). Частка чорної металургії в 1991 році склала 37,8 %, а в 2003 p. ― 59,3 %. На другому місці стоїть машинобудування (до 1/6). Частка машинобудування і металообробки в 1991 році склала 30,0 %, а в 2003 p. ― 15,2 %. Ці галузі разом з кольоровою металургією дають майже 5/6 всій промисловій продукції.
Чорна металургія за масштабами якої область не має собі рівних в Росії, представлена одними з найбільших металургійними комбінатами (Магнітогорськ, Челябінськ), передільними заводами (Златоуст), підприємствами з виробництву феросплавів і сталевих труб (Челябінськ). У кольоровій металургії є виробництво міді (Карабаш, Киштим), цинку (Челябінськ) і нікелю (Верхній Уфалей, Реж). Металургії супроводжує виробництво вогнетривів з магнезиту (Сатка, Комбінат «Магнезит»).
Машинобудування спирається на власну металургійну базу, що обумовлює його металоємність, хоч і менш значну, ніж у Свердловській області. Тут випускають трактори, вантажні автомобілі, трамвайні вагони, технологічне устаткування, ракетно-космічну техніку, електротехнічні вироби.
Енергетична база області включає видобуток бурого вугілля (Копейськ) і декілька могутніх теплових електростанцій (Троїцька і Южно-Уральська ГРЕС та інші). Частка електроенергетики в 1991 році склала 2,4 %, а в 2003 році ― 7,1 %.
Частина території області в 50-х роках XX століття була піддана радіоактивному забрудненню в результаті аварії на підприємстві з переробки відходів «Маяк». Тут більше всього в Росії «атомоградів», що належать до ядерного паливного циклу: Снєжинськ (колишн. Челябінськ-70), Озерськ (колишн. Челябінськ-65) і Трьохгорний (колишн. Златоуст-36). Також розпочато будівельні роботи за 12 км від Челябінська Томінського гірничозбагачувального комбінату, який забруднить джерело водопостачання Шершнівське водосховище.

### Сільське господарство
При явному переважанні промисловості область має розвинене сільське господарство, особливо в зоні розповсюдження чорноземних ґрунтів. Найбільші посіви пшениці та інших зернових культур. Тваринництво має м'ясомолочний напрямок. Є тонкорунне вівчарство. Навколо промислових вузлів розвинене сільське господарство приміського типу.

## Влада

### Законодавча влада
Найвищим і єдиним органом законодавчої влади є Законодавчі збори Челябінської області.

### Виконавча влада
Найвищим виконавським органом державної влади області є Уряд Челябінської області. Вищий посадовець області — губернатор.
Петро Сумін, нині чинний губернатор, вперше виграв вибори в Челябінської області у 1993 році, але їх підсумки Кремль не визнав, і губернатором залишився Вадим Соловйов, призначений на цей пост Борисом Єльциним в 1991.
У грудні 1996 Сумін переміг Соловйова на нових губернаторських виборах, а в грудні 2000 року переобрався на новий термін. Термін повноважень Суміна повинен був закінчитися в грудні 2005 року. В кінці березня 2005 губернатор області Петро Сумін звернувся до президента РФ Володимира Путіна з проханням про перепризначення на наступні 5 років.
Путін підтримав прохання, а 18 квітня депутати регіональних Законодавчих зборів одноголосно затвердили кандидатуру Суміна на наступні 5 років.

## Радіоактивне забруднення
Річка Теча дуже забруднена радіоактивними відходами, що скидаються в неї хімкомбінатом «Маяк». На берегах річки допустимий радіоактивний фон перевищений в багато разів. Аварія на «Маяку» в 1957 році визнана за масштабми, другою після Чорнобиля, катастрофою в історії ядерної енергетики. Відома як Киштимська трагедія.
Виробниче об'єднання «Маяк» є одним з найбільших російських центрів з переробки радіоактивних матеріалів. Об'єднання обслуговує Кольську, Нововоронезьку і Бєлоярську атомні станції, а також переробляє ядерне паливо з атомних підводних човнів.
Питання радіоактивного забруднення Челябінської області порушувалося неодноразово, але через стратегічну важливість об'єкта «Хімкомбінат „Маяк“» щоразу спускалося на гальмах. Сьогодні район комбінату «Маяк» (у місті Озерськ), як відзначають експерти, став найнебезпечнішим місцем планети. Народ же визначив ситуацію по-своєму: Урал перетворений на світове радіоактивне звалище.